# Sępólno Krajeńskie
Sępólno Krajeńskie (dawniej Sępólno, niem. Zempelburg) – miasto w Polsce, położone w województwie kujawsko-pomorskim, siedziba powiatu sępoleńskiego i gminy miejsko-wiejskiej Sępólno Krajeńskie.
Według danych GUS z 31 grudnia 2019 roku Sępólno Krajeńskie liczyło 9093 mieszkańców.
Prywatne miasto szlacheckie lokowane w 1360 roku położone było w XVI wieku w województwie kaliskim.

## Położenie
Miasto położone jest pomiędzy Jeziorami: Sępoleńskim, Piaszczynkiem (Pierścionkiem), Niechorek oraz Niechorz (Niechorskim); w dolinie rzeki Sępolny (przez mieszkańców zwanej Sępolenką), która jest dorzeczem Brdy, we wschodniej części Krajny, na obszarze Krajeńskiego Parku Krajobrazowego, w pasie Pojezierza Południowopomorskiego (w tym Pojezierza Krajeńskiego), przy drodze krajowej nr 25, w odległości: 64 km na północny zachód od Bydgoszczy, 106 km od Torunia, 153 km na północny wschód od Poznania, 157 km na południowy zachód od Gdańska oraz 343 km na północny zachód od Warszawy.

## Historia miasta
Prawa miejskie miastu nadał król polski Kazimierz III Wielki 20 kwietnia 1360 roku.

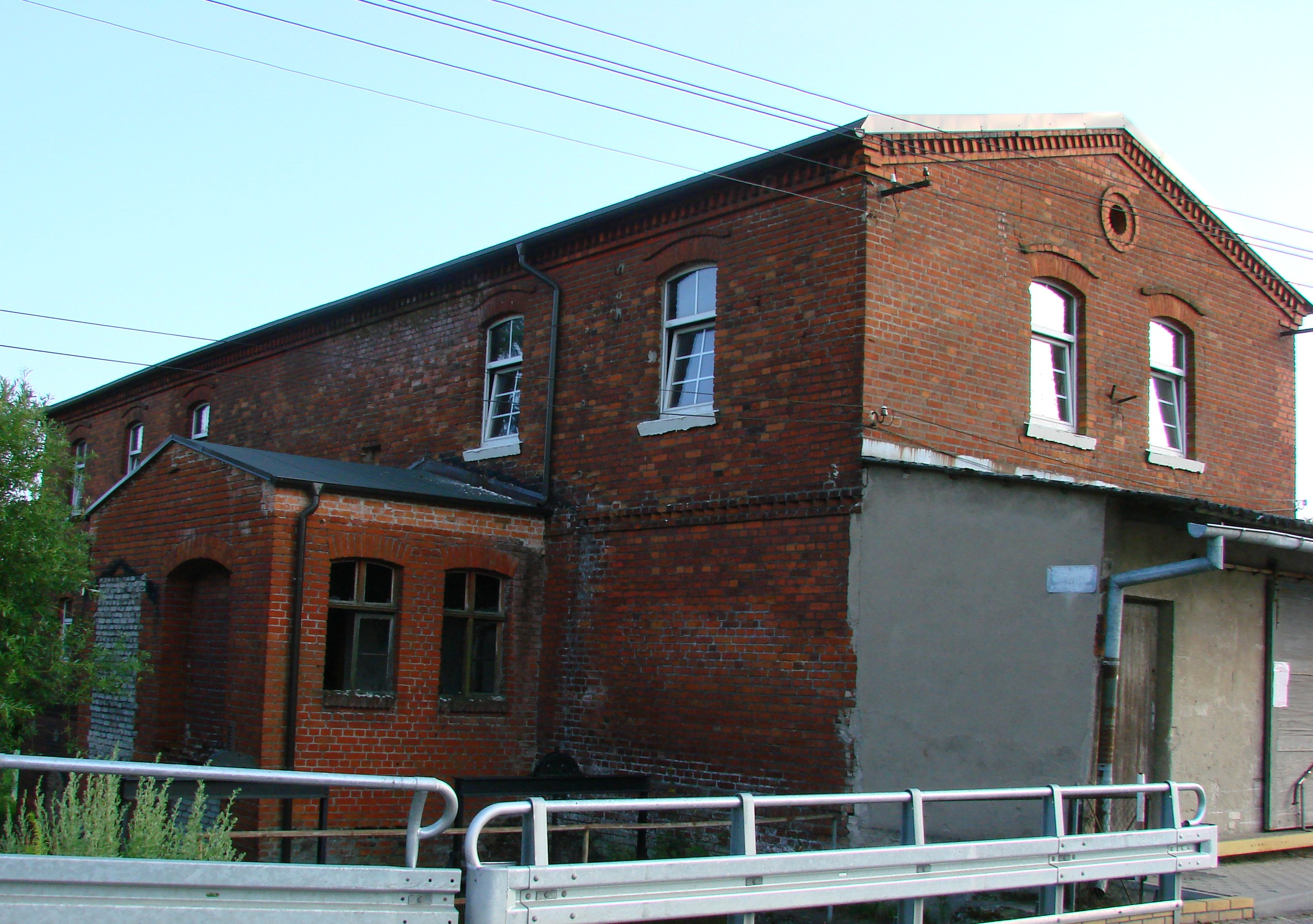
Dawny Młyn przy rzece Sępolnie (Sępolence) na Starym Mieście – ul. Młyńska

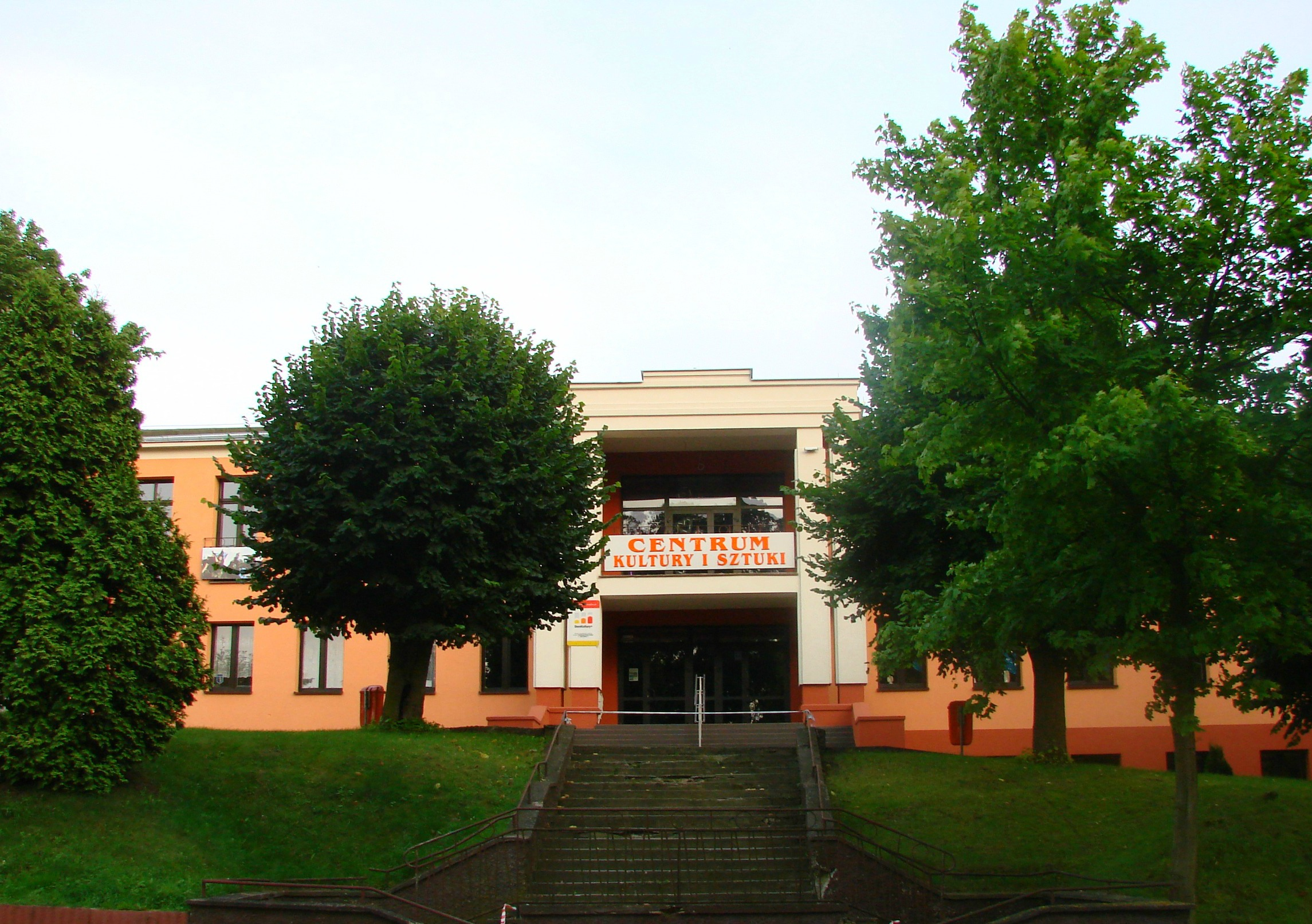
Centrum Kultury i Sztuki. Kino przy ul. T. Kościuszki na Starym Mieście

Pierwsze zapisy kronikarskie o osadnictwie na terenie obecnego miasta pojawiły się już w 1113. Pierwszym znanym właścicielem Sępólna został Hektor Ostroróg z Pakości, który wraz z rodziną zamieszkał w pałacu w Sikorzu. Początkowo miasto leżało w dolinie Sępolenki, później zmieniono bieg rzeki, a miasto zaczęło rozbudowywać się na wyższych brzegach jeziora i rzeki. W 1359 Hektor Ostroróg ufundował kościół pod wezwaniem św. Bartłomieja. Patronat nad kościołem otrzymali bożogrobcy z Miechowa. W tym samym roku Ostroróg zbudował młyn, a zatamowana śluzami woda zalała okoliczne obszary.
Ród Ostrorogów za czasów panowania Piastów należał do znakomitszych i najstarszych rodów możnowładczych. Następnymi dziedzicami po Hektorze byli:
- Mikołaj Ostroróg (1383)
- Jan Ostroróg (1391)
- Lesław Gochala Ostroróg (1400)
- Sędziwoj (syn Lesława) – był polskim generałem i wojewodą poznańskim. Zmarł w 1439. Napis na nagrobku głosi: Królowi Polski Władysławowi Jagielle, jego synom Władysławowi i Kazimierzowi w wojnie i pokoju służył. Walczył przeciw Krzyżakom, Turkom. Zmarł w 60 roku swojego życia
- Stanisław Ostroróg (syn Sędziwoja) – zmarł w 1477. Jego najstarszy syn Jan zmarł młodo, a wdowa poślubiła Gosłubskiego, mając już dwóch synów z pierwszego małżeństwa Stanisława i Mikołaja (Ostroróg). Synowie ci po śmierci ojczyma w 1496 postanowili podzielić się spadkiem w taki sposób, że jeden otrzymał lewą, a drugi prawą część miasta. Od tego czasu właściciele Sępólna przyjęli nazwisko Sempelborskich. W 1520 jeden z Sempelborskich ożenił się z córką Andrzeja Kościeleckiego.

W XIV wieku miasto przekroczyło ramy terytorialne wyznaczone lokacją. W 1409, a także w 1414 i 1422 Sępólno zostało całkowicie spalone przez Krzyżaków; ocalał tylko Kościół świętego Bartłomieja. W latach wojny trzynastoletniej z Zakonem Krzyżackim (1454–1466) Krajna dostała się pod panowanie krzyżaków, a Sępólno zostało przez nich ograbione. Dopiero ustalenia II pokoju toruńskiego w 1466 spowodowały oddalenie zagrożenia ze strony Zakonu Krzyżackiego, bowiem wschodnia Krajna przestała graniczyć państwem krzyżackim. Umożliwiło to rozwój gospodarczy miasta (m.in. utworzono browar) i wzmogło osadnictwo na tych ziemiach.
W 1578 miasto miało 215 mieszkańców. W 1601 odbudowano szachulcowy kościół parafialny, rozbudowany w 1612. W tym czasie miasto było w posiadaniu rodziny Zebrzydowskich.
W 1629 miasto liczyło już 784 mieszkańców. Rodzina Zebrzydowskich, chcąc uaktywnić Sępólno pod względem handlowym, w 1644 wydała zezwolenie na osadzanie się w mieście Żydów. W 1655 podczas wojny polsko-szwedzkiej zwanej potopem miasto dostało się pod władzę Szwedów. Rok później zostało wyzwolone przez Stefana Czarnieckiego, po czym w tym samym roku w mieście wybuchła zaraza, która pochłonęła ponad 1000 ofiar śmiertelnych. W 1674 odnowiony został przywilej lokacyjny, który miał stanowić podstawę odrodzenia miasta. W tym czasie Sępólno liczyło 540 mieszkańców.

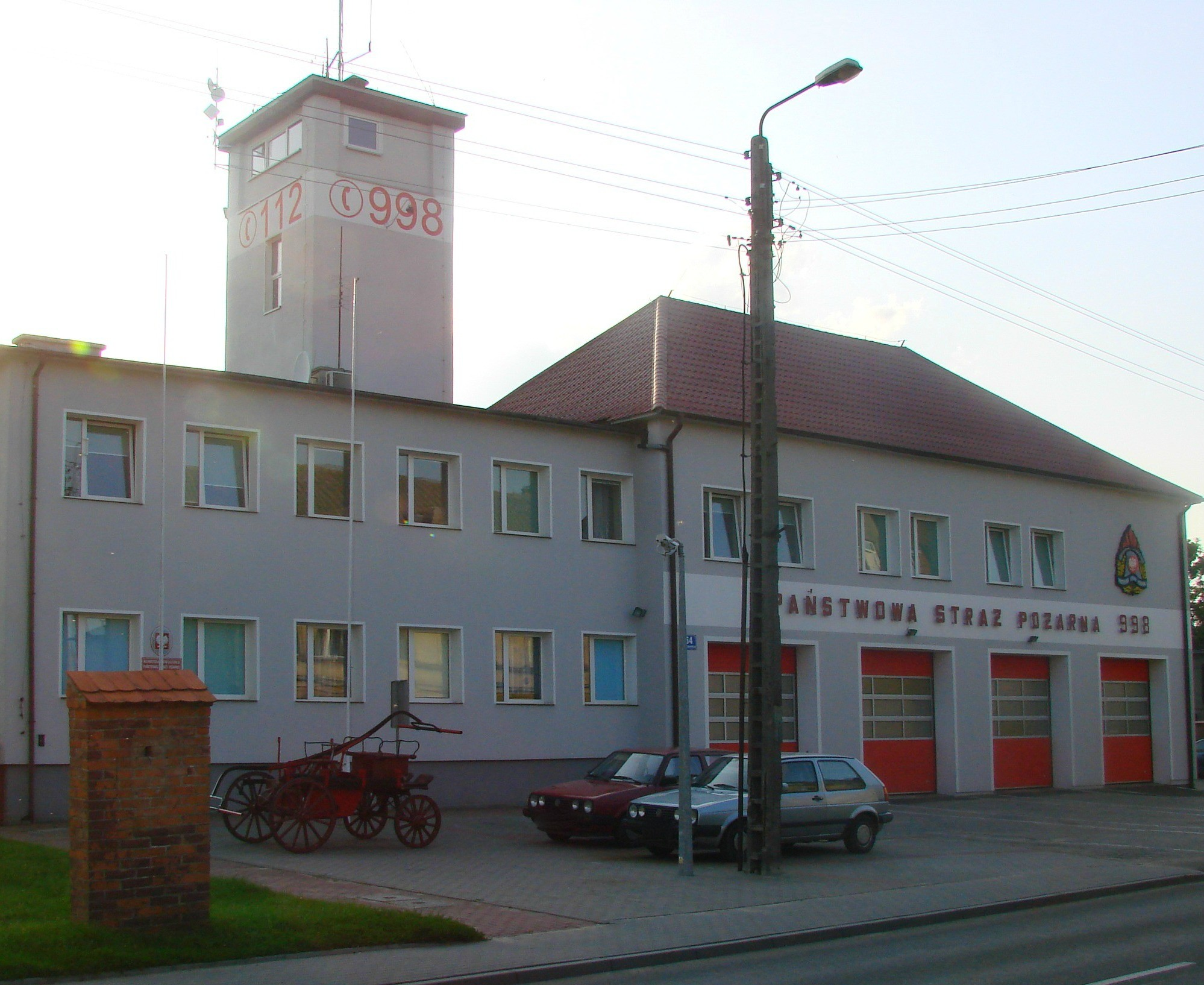
Budynek Państwowej Straży Pożarnej przy ul. H. Sienkiewicza

W wyniku I rozbioru Polski 13 sierpnia 1772 Sępólno zostało włączone do Królestwa Prus i odtąd znane było jako Zempelburg. Władza zaborcza zmusiła burmistrza miasta do złożenia hołdu królowi pruskiemu Fryderykowi II i wezwała przedniejszych mieszkańców, a w szczególności właścicieli ziemskich, by w dniu 27 września 1772 udali się do Malborka i również oddali hołd władcy pruskiemu.

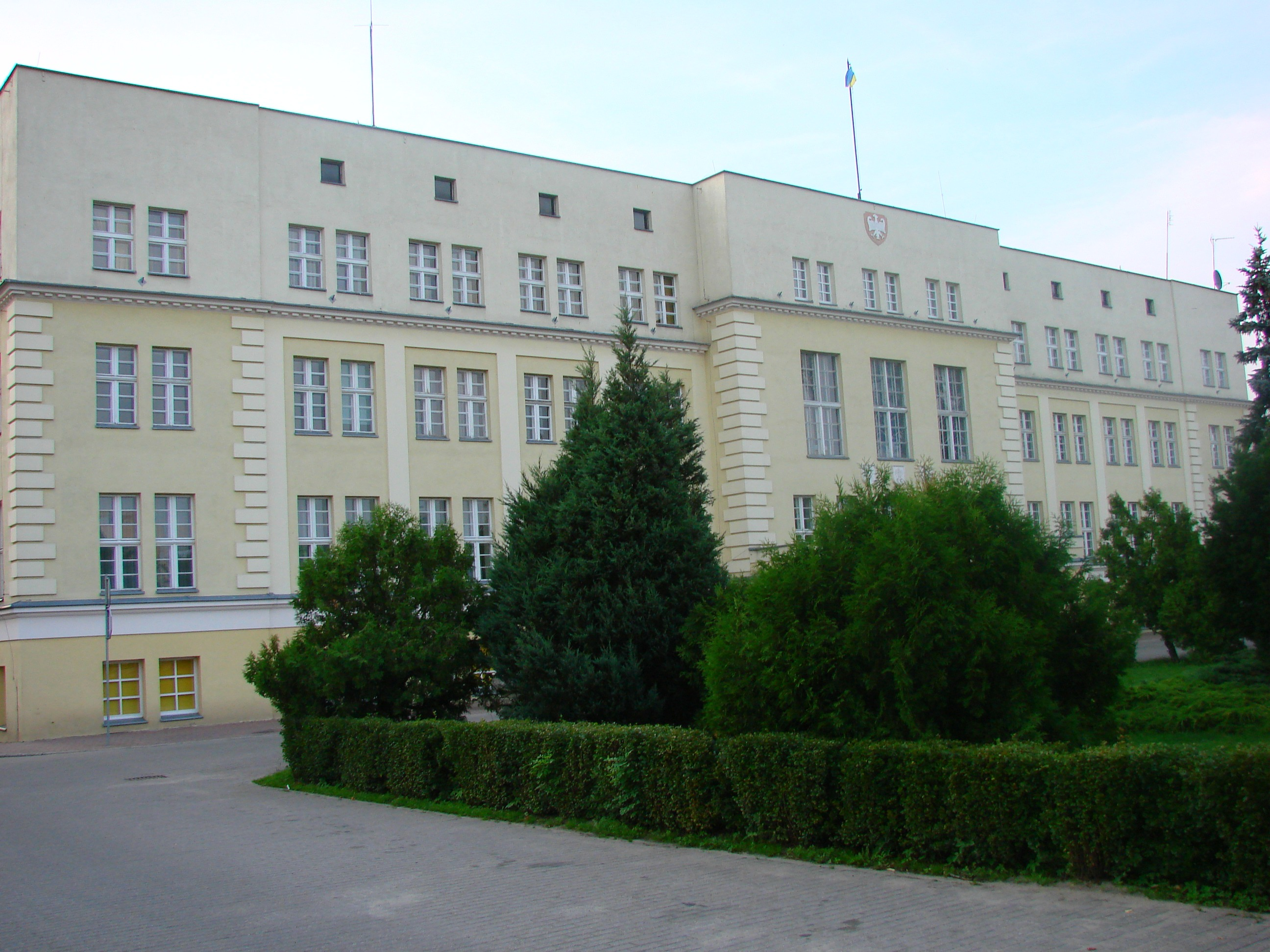
Budynek Urzędu Miasta i Gminy oraz Starostwo Powiatu Sępoleńskiego przy ul. T. Kościuszki

W 1875 Sępólno liczyło 3516 mieszkańców. W 1894 zakończyła się budowa linii kolejowej Chojnice–Sępólno–Więcbork–Nakło – przy udziale przedsiębiorstwa należącego do Juliusza Bergera. W 1896 w przebudowanym domu mieszkalnym przy ul. Młyńskiej 8 powstał nowy ratusz, a także poczta przy ul. Sienkiewicza. W 1910 w mieście żyło 3818 osób.
Po ratyfikacji traktatu wersalskiego, 24 stycznia 1920 oddziały 59 pułku piechoty pod dowództwem płk. Stanisława Wrzalińskiego wkroczyły do miasta i oddały je w posiadanie polskim władzom cywilnym. Przyjęcie Wojska Polskiego przez tutejszych polskich obywateli miało uroczysty charakter. Miasto zostało przyozdobione bramami tryumfalnymi i flagami narodowymi. Sępólno stało się wówczas siedzibą powiatu w województwie pomorskim.

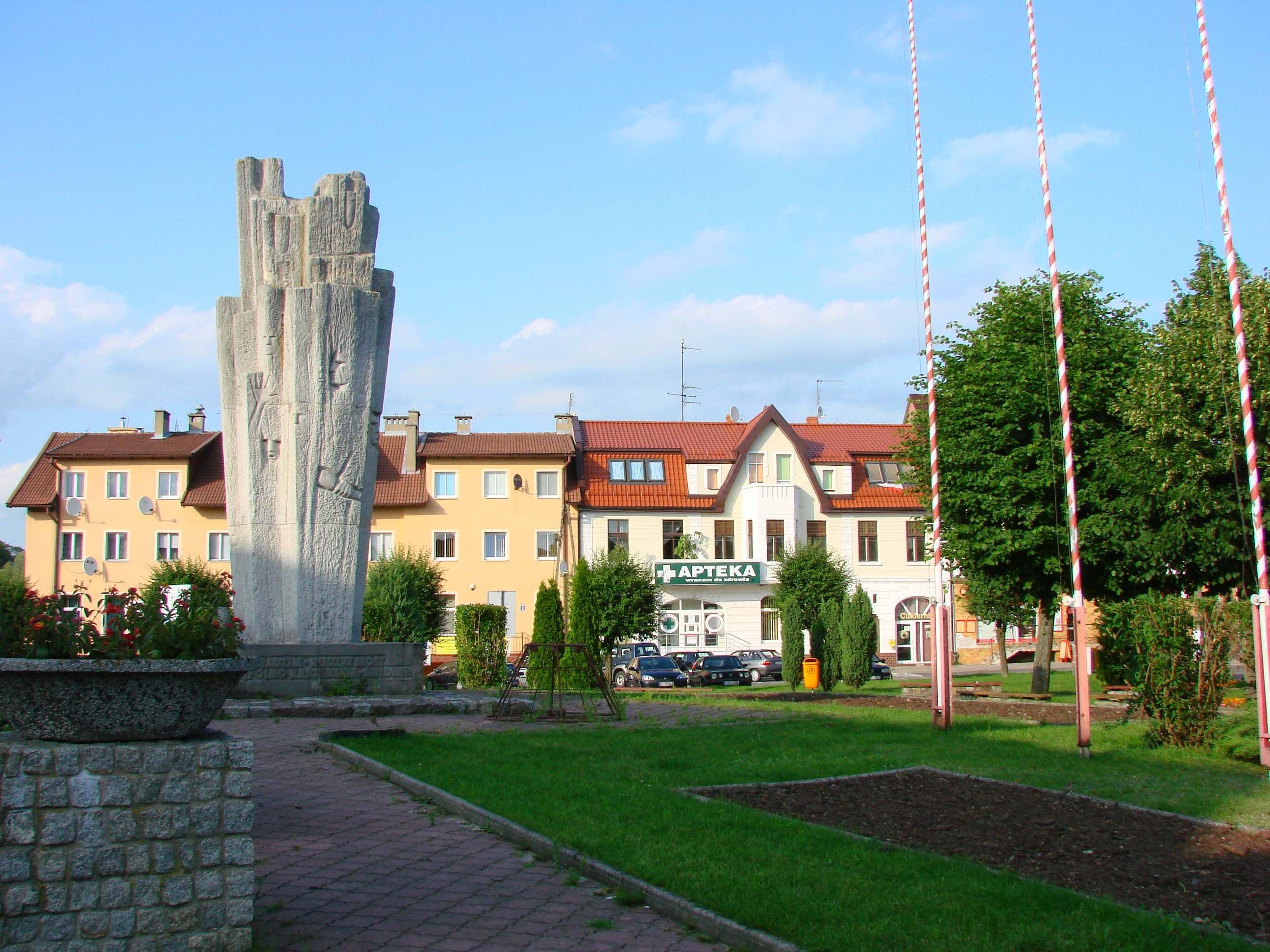
Pomnik Walki i Męczeństwa ku pamięci poległych w walkach o niepodległość miasta na trójkątnym Starym Rynku – pl. Wolności

Już na kilka tygodni przed wybuchem II wojny światowej wielu obywateli, w tym urzędników, w obawie przed represjami opuściło swoje miejsce zamieszkania. W dniach 30–31 sierpnia 1939 pozostającym w mieście urzędnikom i nauczycielom wypłacono pobory za wrzesień i 3 następne miesiące. Ich rodziny miały zostać ewakuowane, do czego jednak nie doszło.
1 września artyleria Wehrmachtu i samoloty Luftwaffe po przekroczeniu granicy położonej 7 km na zachód od Lutowa rozpoczęły atak na miasto. Kilka bomb spadło na stadion położony przy obecnej ul. Chojnickiej, na którym odbywał się pobór koni dla wojska. Od pocisków zapalił się budynek na dworcu. Samoloty niemieckie krążyły nisko nad miastem i ostrzeliwały z broni pokładowej znajdujące się w mieście oddziały WP oraz ludność cywilną, która uciekała na wozach, samochodach, rowerach i pieszo w kierunku Bydgoszczy. Straż Graniczna i pozostałości oddziałów wojska polskiego wycofały się przez miasto na wschód wysadzając most na ul. Kościuszki, który znajdował się na wysokości gazowni. Około godz. 8 na ulicach miasta pojawiły się oddziały Wehrmachtu na motocyklach i w wozach pancernych. Porucznik dowodzący akcją wysadzenia mostu został schwytany i publicznie rozstrzelany na stadionie.
Zdobycie Sępólna Krajeńskiego 27 stycznia 1945 roku przez żołnierzy 175 Dywizji strzeleckiej z 125 Korpusu Strzeleckiego należącego do 47 Armii w czasie ofensywy styczniowej Armii Czerwonej zakończyło w miejscowości rządy reżimu III Rzeszy.
Na podstawie dekretu PKWN z 31 sierpnia 1944 zostały utworzone miejsca odosobnienia, więzienia i ośrodki pracy przymusowej dla „hitlerowskich zbrodniarzy oraz zdrajców narodu polskiego”. Obóz pracy nr 164 Ministerstwo Bezpieczeństwa Publicznego utworzyło w Sępolnie.

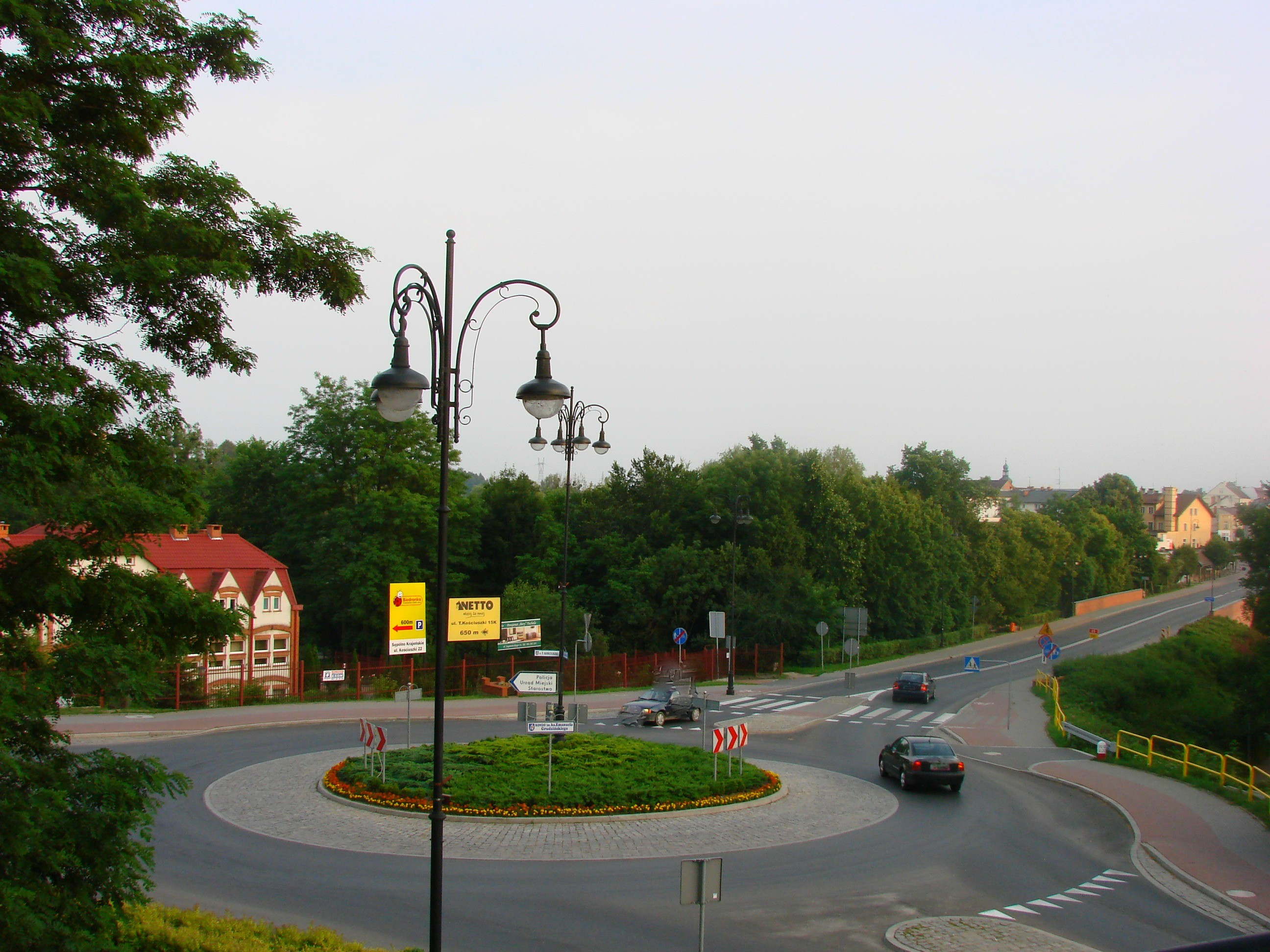
Rondo im. ks. Emanuela Grudzińskiego u zbiegu ulic T. Kościuszki i Chojnickiej

W 2000 roku zawieszono ruch pociągów na przebiegającej przez miasto linii Nakło – Chojnice, a w 2001 roku zlikwidowano tutejszy sąd.
Zgodnie z rozporządzeniem Rady Ministrów z dnia 31 lipca 2012, z dniem 1 stycznia 2013 granice miasta zostały poszerzone o 73,42 ha.

## Przynależność administracyjna
- 1878–1920 – prowincja Prusy Zachodnie
- 1920–1939 – województwo pomorskie
- 1939–1945 – Okręg Rzeszy Gdańsk-Prusy Zachodnie
- 1945–1950 – województwo pomorskie
- 1950–1975 – Województwo bydgoskie (1950–1975)
- 1975–1998 – Województwo bydgoskie (1975–1998).

## Etymologia nazwy miasta
Nazwa miasta pochodzi od prasłowiańskiego wyrazu *sąpolje/supolje (rekonstrukcja) oznaczający tyle co 'miedza, ziemia graniczna, styk pól’. Pierwotnie Sępólno było położone w dolinie nadjeziornej i nadrzecznej, a z czasem rozwijało się na wysokim brzegu jeziora i rzeki. Nazwa rzeki Sępolna zanotowana została w 1345 (Sampolna).

### Historyczne nazwy miasta
- Sampolno (1312 r.)
- Sampełno (1359 r.)
- Sampolno (1360 r.)
- Sampulburg (1388 r.)
- Sempelbork (1393 r.)
- Samppilborg (1409 r.)
- Sampelburg (1409 r.)
- Sampolburg (1422 r.)
- Sempelborg (1427 r.)
- Sampolbor (1456 r.)
- Sempelburg (1510 r.)
- Stempelburgh (1596 r.)
- Stempelborg (1596 r.)
- Zempelborch (1602 r.)
- Zempelburg (1772 r.)
- Sępólno[6] (1889–1920) lub Sempelbork (1889 r.)
- Sępólno Krajeńskie lub Sępolno Kraińskie[7] (1920 r.)
- Zempelburg (1939–1945)
- Sępólno Krajeńskie (od 1956 r.)[8]

## Transport

### Drogowy
Przez Sępólno Krajeńskie przebiegają następujące drogi krajowe i wojewódzkie:
- 25 Bobolice (S11) - Człuchów - Sępólno Krajeńskie - Bydgoszcz (S5, DK10) - Inowrocław (DK15, DK62) - Konin (DK92, A2) - Kalisz (DK12) - Ostrów Wielkopolski (S11, DK11) - Oleśnica (S8)
- 241 Tuchola - Sępólno Krajeńskie - Więcbork - Mrocza - Nakło nad Notecią (DK10) - Kcynia - Wągrowiec - Rogoźno (DK11)

Przez miasto przejeżdżają drogi powiatowe:
1. 1220C Czyżkowo - Lutowo - Wiśniewka - Sępólno Krajeńskie
2. 1229C Sępólno Krajeńskie - Kawle - Nowy Dwór - Więcbork

## Demografia

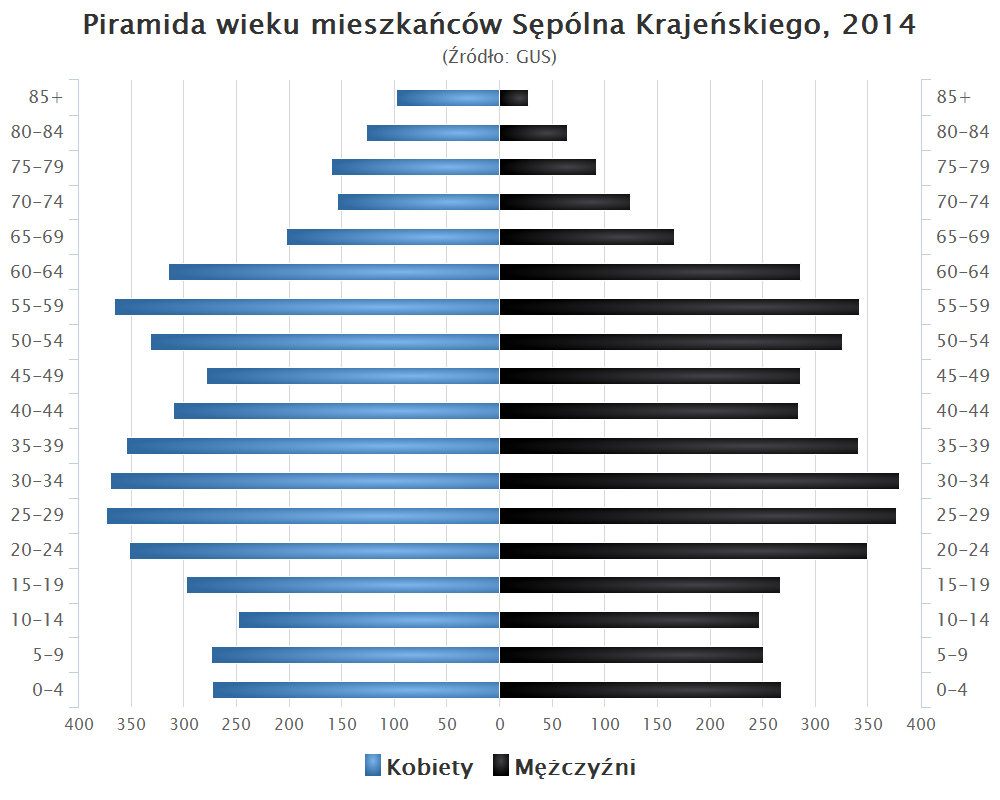
Piramida wieku mieszkańców Sępólna Krajeńskiego w 2014 roku

## Zabytki

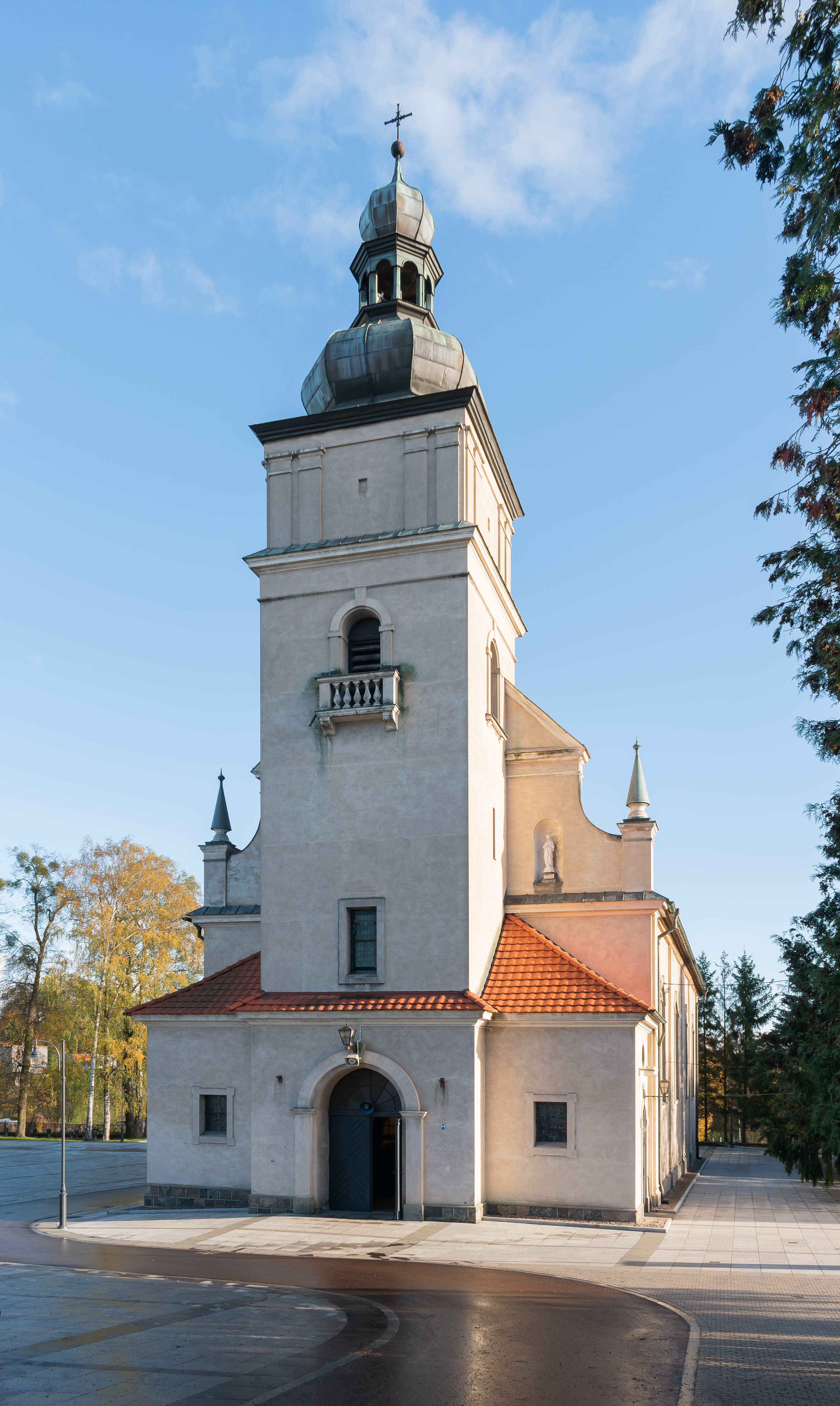
Kościół parafialny pw. św. Bartłomieja Ap. na Starym Mieście przy ul. Farnej

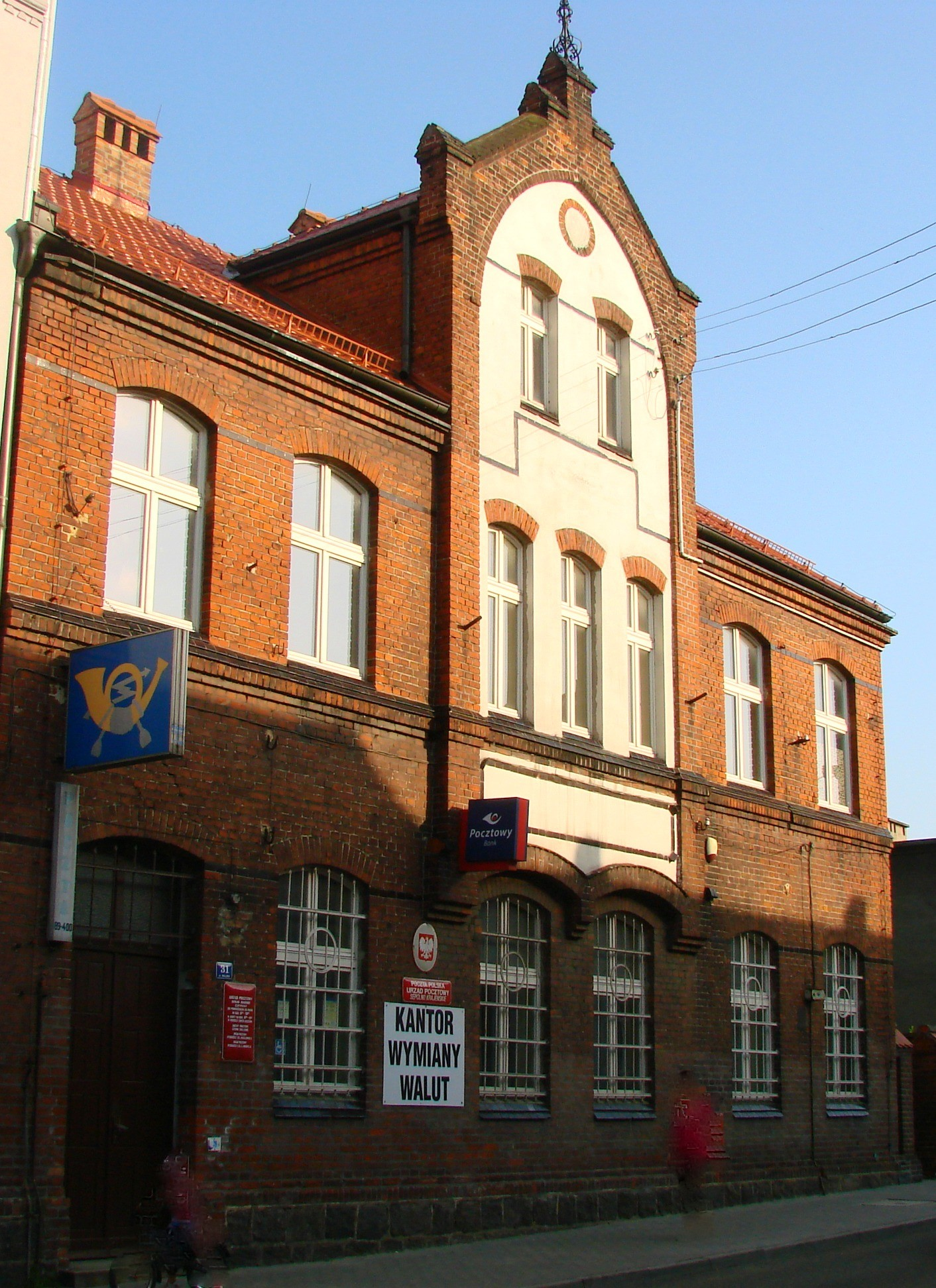
Budynek Urzędu Poczty Polskiej na Starym Mieście przy ul. gen. J. Hallera

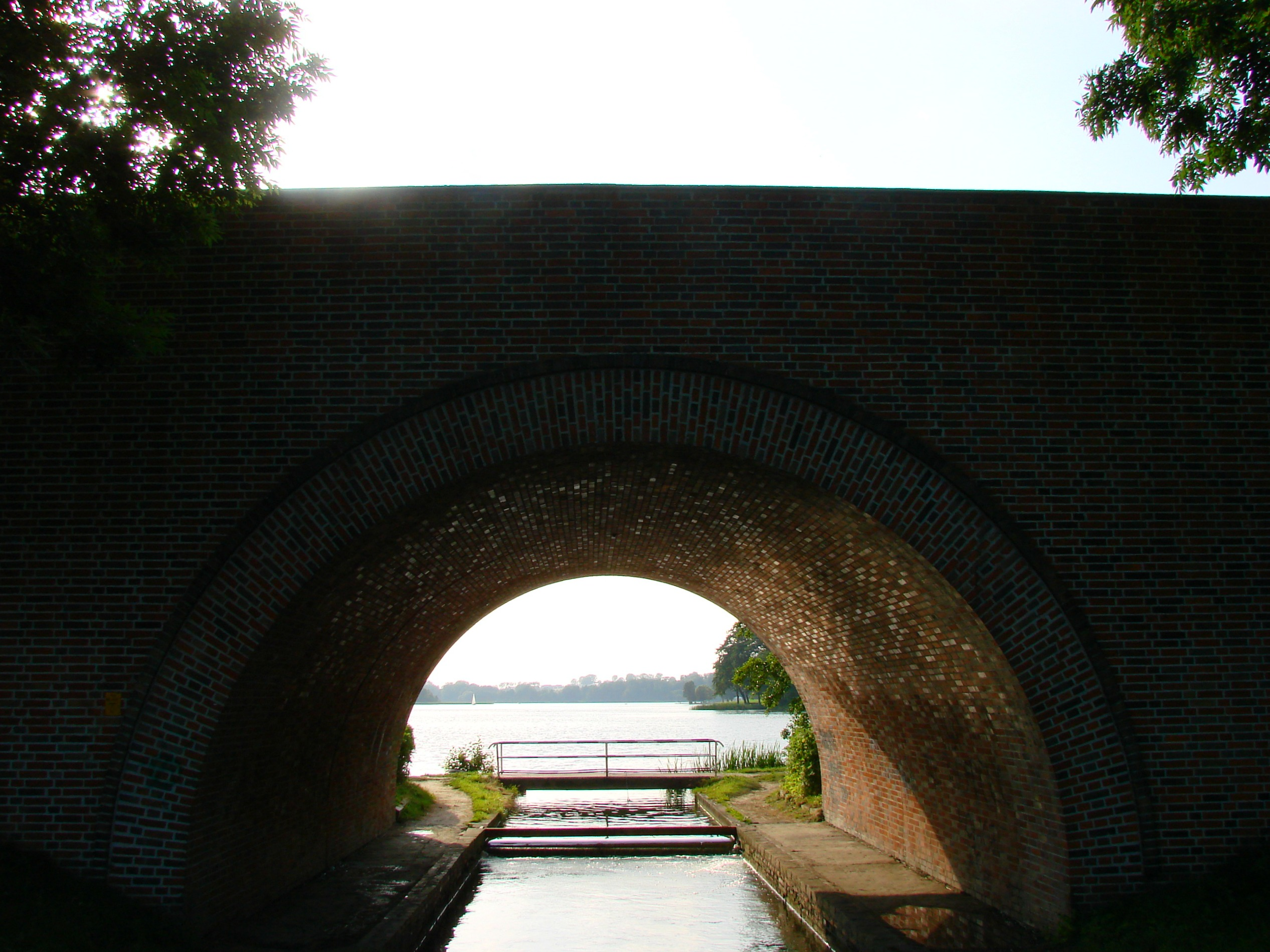
Zabytkowy most drogowy nad rzeką Sępolną (Sępolenką) na Starym Mieście (część DK 25) - ul. T. Kościuszki; u dołu część deptaku, a w tle Jezioro Sępoleńskie

- Kościół parafialny pw. św. Bartłomieja Apostoła z przełomu XVIII/XIX w. przy ul. Farnej,
- Cmentarz parafialny przy ul. Chojnickiej wraz z miejscem pamięci narodowej,
- Budynek Miejsko-Gminnego Przedszkola nr 1 z początku II połowy XIX w. przy ul. Nowy Rynek,
- Budynek Centrum Aktywności Społecznej z końca XIX w. przy ul. Jeziornej,
- Budynek Zespołu Szkół nr 1 z przełomu XIX/XX w. przy ul. Wojska Polskiego,
- Budynek Urzędu Pocztowego z początku XX w. przy ul. Hallera,
- Budynek Zespołu Szkół nr.2 z 1927 roku przy ul. Hallera,
- Budynek Urzędu Miejskiego i Starostwa Powiatowego z 1929 roku przy ul. T. Kościuszki,
- Budynek Filii Wojewódzkiej Biblioteki Pedagogicznej im. M. Rejewskiego i Poradni Psychologiczno-Pedagogicznej z I połowy XX w. przy ul. Wojska Polskiego,
- Most Drogowy nad rzeką Sępolną (Sępolenką) ul. T. Kościuszki,
- Pomnik Walki i Męczeństwa na pl. Wolności,
- Układ urbanistyczny,
- Trójkątny stary rynek; jeden z kilku w Polsce.

## Wspólnoty wyznaniowe
Na terenie miasta działalność religijną prowadzą następujące Kościoły i związki wyznaniowe:
- Kościół rzymskokatolicki:
  - parafia św. Bartłomieja Apostoła
- Kościół Ewangelicko-Augsburski:
  - zbór ewangelicko-augsburski w Sępólnie Krajeńskim – filiał parafii w Bydgoszczy
- Świadkowie Jehowy:
  - zbór Sępólno Krajeńskie (Sala Królestwa ul. Kamila Baczyńskiego 20)[12]

## Baza noclegowa
W mieście znajdują się 2 hotele:
- Hotel Antares
- Hotel Polonia
- Szkolne Schronisko Młodzieżowe przy ulicy Hallera[13]

## Sport
W mieście działa klub MLKS Krajna, założony w 1938. Składa się z 6 sekcji
- Piłka nożna (w sezonie 2023/2024 klasa okręgowa, gr. kujawsko-pomorska I)[14]
- Lekkoatletyka
- Podnoszenie ciężarów
- Żeglarstwo
- Tenis stołowy
- Szachy

Siedziba klubu mieści się na stadionie przy ul. Chojnickiej.

### Historia klubu MLKS Krajna
Stadion, który w chwili obecnej służy sępoleńskiej Krajnie, powstał około 1929. Pierwszą salę gimnastyczną, która mieściła się obok gmachu szkolnego przy ul. Jeziornej, otwarto 12 września 1932. Obiekty te służyły początkowo przede wszystkim Towarzystwu Gimnastycznemu „Sokół”. Dopiero w lipcu 1938 grupa miłośników sportu na spotkaniu w mieszkaniu Antoniego Kucharskiego przy ul. Hallera 20 powołała do życia Sępoleński Klub Sportowy – w skrócie SKS.

### Olimpijczycy pochodzący z Sępólna Krajeńskiego
- Bartłomiej Bonk – polski sztangista, pochodzący z Sępólna Krajeńskiego. Wychowanek klubu MLKS Krajna[15] Sępólno Krajeńskie, od 2001 reprezentant Budowlanych Opole, gdzie jego trenerem jest Ryszard Szewczyk; olimpijczyk z Pekinu (2008) (w kategorii do 94 kg) i Londynu (2012) (w kategorii 105 kg). Brązowy medalista Igrzysk Olimpijskich z Londynu 2012.
- Kacper Ziemiński – polski żeglarz, pochodzący z Sępólna Krajeńskiego; startujący w klasie Laser. Wychowanek klubu MLKS Krajna, obecnie należy do klubu Pogoń Szczecin. Olimpijczyk z Pekinu (2008) i Londynu (2012).

## Edukacja

### Przedszkola
- Przedszkole nr 1
- Przedszkole nr 2 Bajka
- Przedszkole nr 3[16]

### Szkoły podstawowe i gimnazja
- Zespół Szkół nr 1
- Zespół Szkół nr 3

### Szkoły ponadpodstawowe
- Liceum Ogólnokształcące w Sępólnie Krajeńskim
- Zespół Szkół Specjalnych (posiada internat dla uczniów)
- Zespół Szkół Ponadgimnazjalnych

## Media

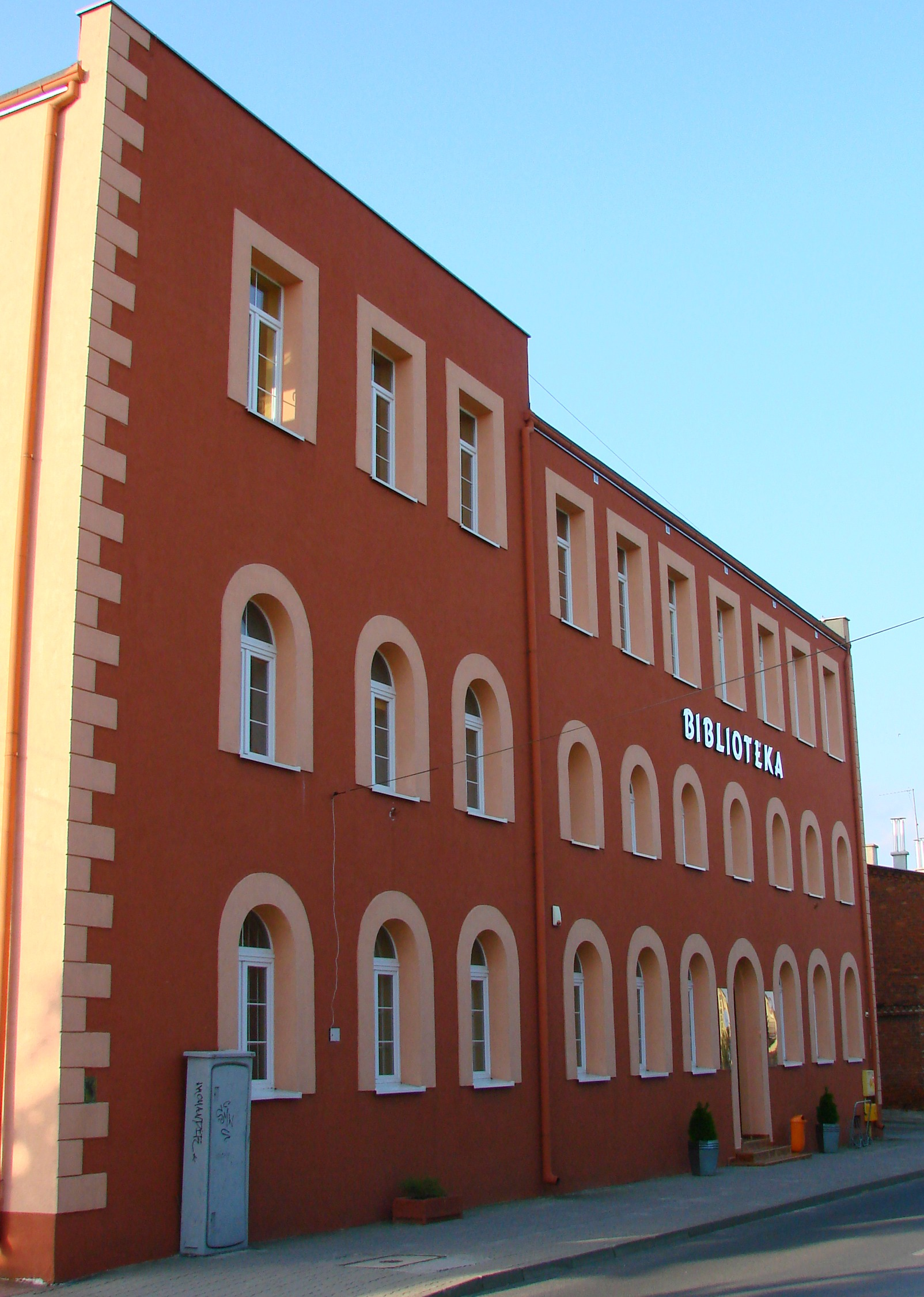
Biblioteka Publiczna im. J. Iwaszkiewicza przy ul. Wojska Polskiego

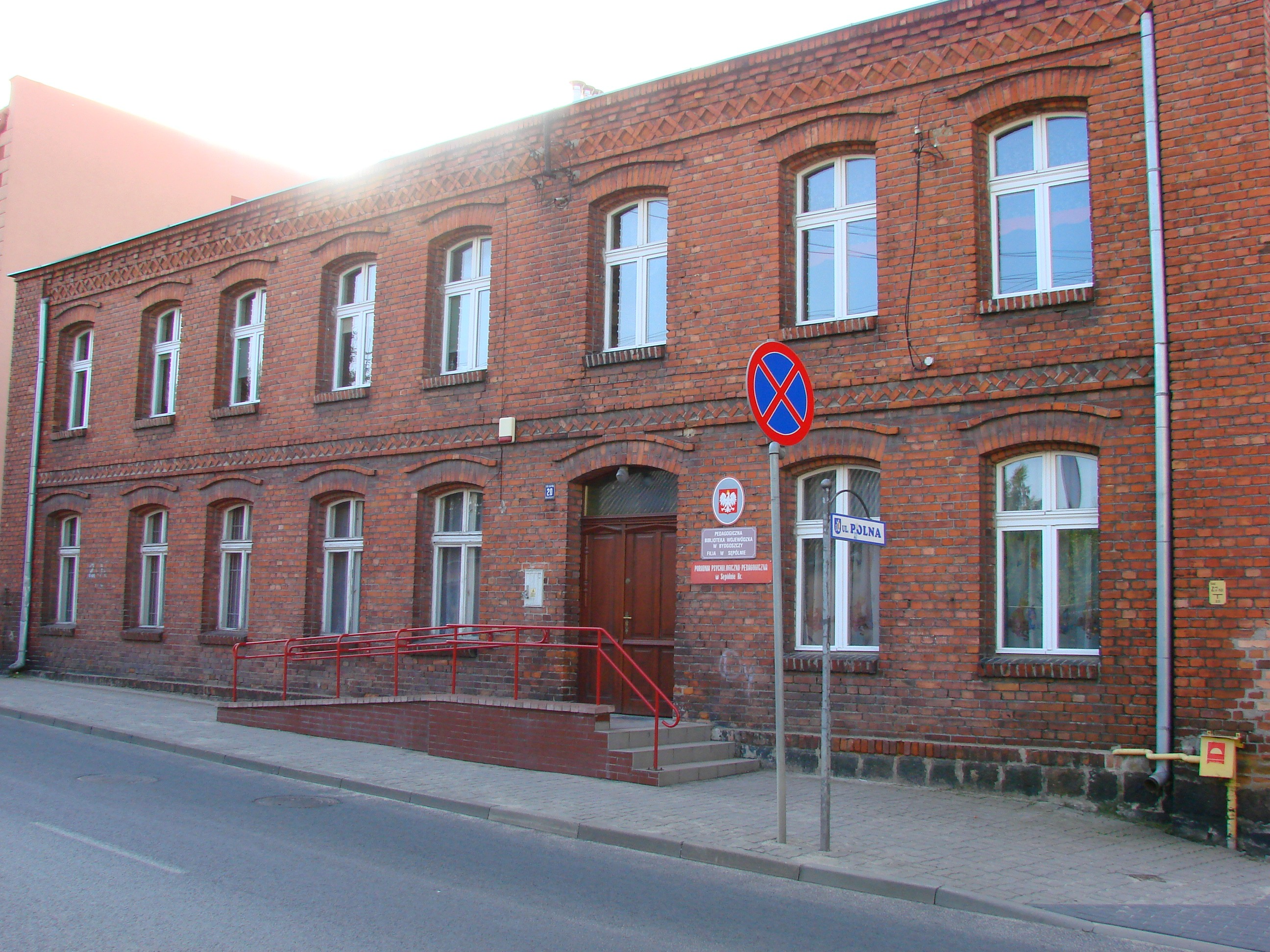
Budynek Filii Wojewódzkiej Biblioteki Pedagogicznej im. M. Rejewskiego; Poradnia Psychologiczno-Pedagogiczna przy ul. Wojska Polskiego

Na obszarze Sępólna Krajeńskiego wydawane są lokalne gazety: Wiadomości Krajeńskie i Wasza Gazeta. W mieście nadaje rozgłośnia – Radio Weekend.

### Prasa regionalna
- Gazeta Pomorska – publikowana obecnie
- Wiadomości Krajeńskie – tygodnik publikowany obecnie
- Gazeta Sępoleńska – obecnie nie jest publikowana
- CSE – obecnie nie jest publikowana